# 加藤柘榴石

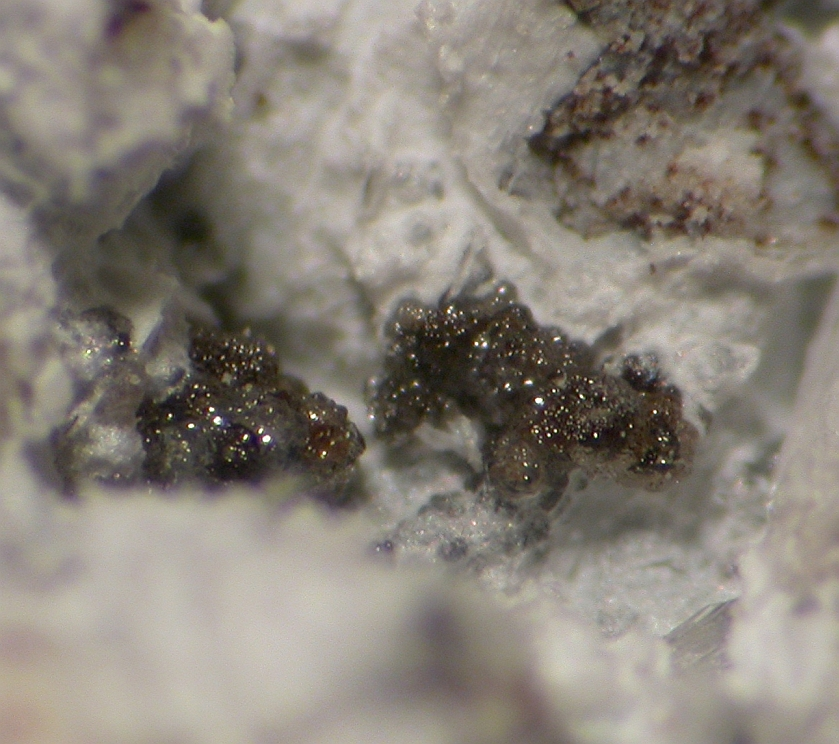
磁鉄鉱上の加藤柘榴石の球状集合（ドイツ・アイフェル産）

加藤柘榴石（かとうざくろいし、 Katoite）は、1984年に発表された新鉱物で、E. Passaglia & R. Rinaldi により、イタリアのラツィオ州にある石切り場より発見された。化学組成は Ca3Al2(SiO4)3-x(OH)4x x=1.5-3、端成分Ca3Al2[□(OH)4]3の柘榴石の一種であり、灰礬柘榴石-加藤柘榴石グループを形成する（SiO4 = □(OH)4の置換関係がある）。
国立科学博物館の鉱物学者、加藤昭の記載鉱物学における業績と、国際鉱物学連合の新鉱物・鉱物名委員会の委員長としての長年の貢献をたたえて命名されたもの。なお和名は、単に加藤石と書かれる場合もある。
柘榴石の中では、ケイ酸より水酸基が卓越しており、ほとんど肉眼的な結晶を作らない。このため、ヒブシュ柘榴石（Hibschite）と共に「加水柘榴石」と呼ばれていた。ただし、ヒブシュ柘榴石は灰礬柘榴石の変種として独立種の地位を抹消され、灰礬柘榴石と加藤柘榴石の中間には独立種のホルツタム柘榴石（Holtstamite、Ca3Al2(SiO4)2(OH)4）が位置する。現在では柘榴石グループの定義が変更されて柘榴石スーパーグループに拡張され、ケイ酸は不可欠ではなくなっている。
日本においては福島県郡山市逢瀬町多田野から2019年に発見・報告され、和田石から変質する形で産出する。組成には硫黄が多く含まれると報告されている。